# Премия «Грэмми» за лучший кантри-альбом
Премия Грэмми за лучший кантри-альбом (англ. Grammy Award for Best Country Album) вручается на ежегодной церемонии в США с 1965 года. Одна из самых престижных наград в современной кантри-музыке является одной из примерно 100 других номинаций этой премии, которая была учреждена в 1958 году.
Награда ежегодно присуждается Национальной академией искусства и науки звукозаписи за «художественные достижения, технические знания и общее превосходство в звукозаписывающей индустрии, без учёта продаж альбома и его позиции в чартах».

## История

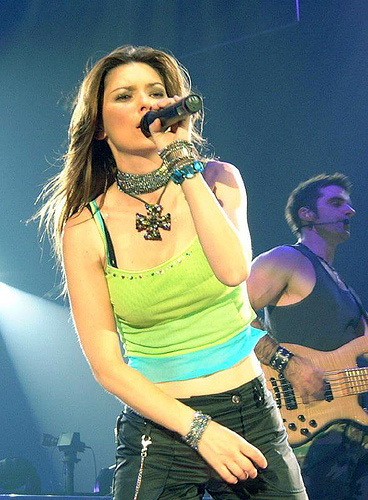
Шанайя Твейн, первая (1996) и единственная неамериканка — победительница в этой категории

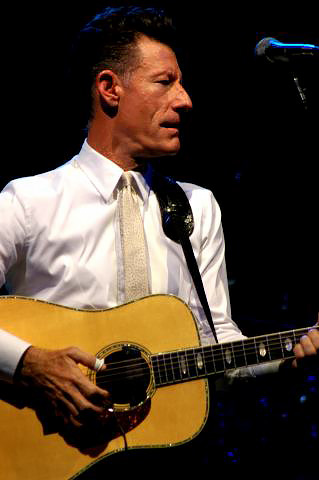
Лайл Ловетт (1997)

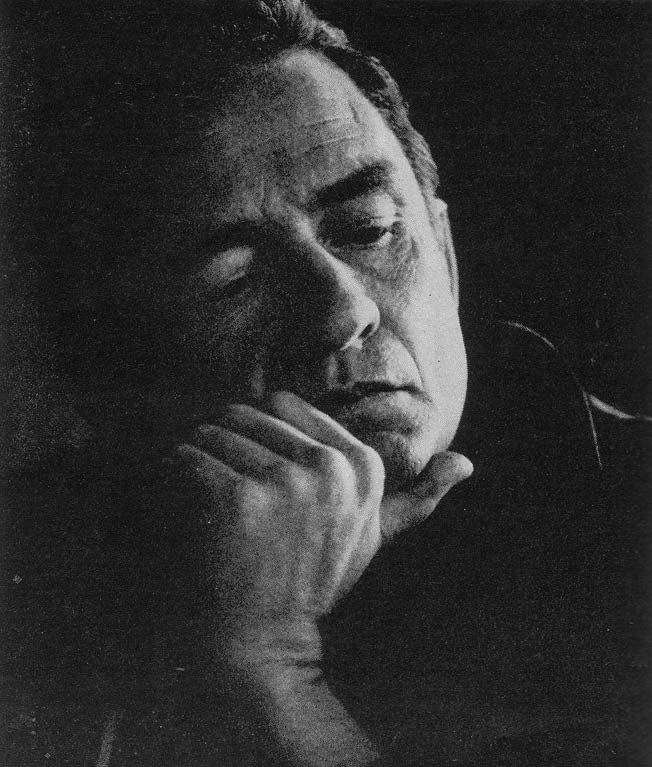
Джонни Кэш (1998)

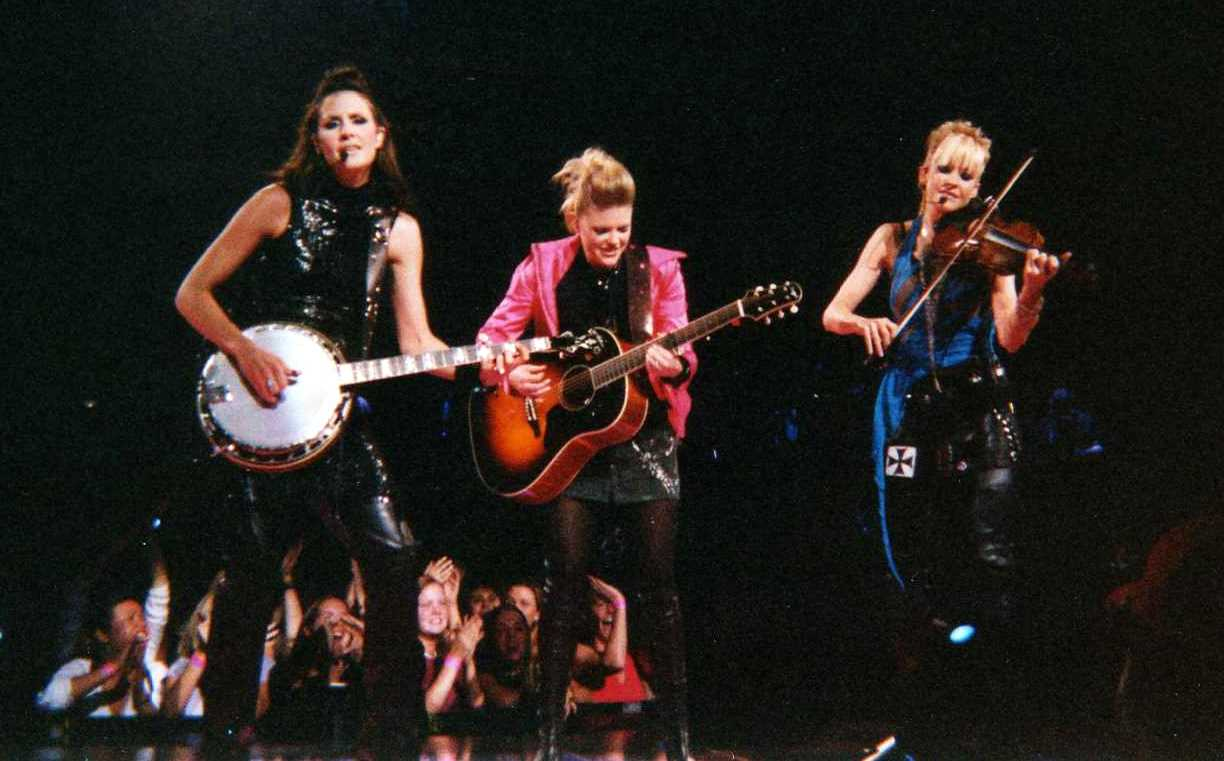
4-кратный лауреат группа Dixie Chicks (1999, 2000, 2003, 2007)

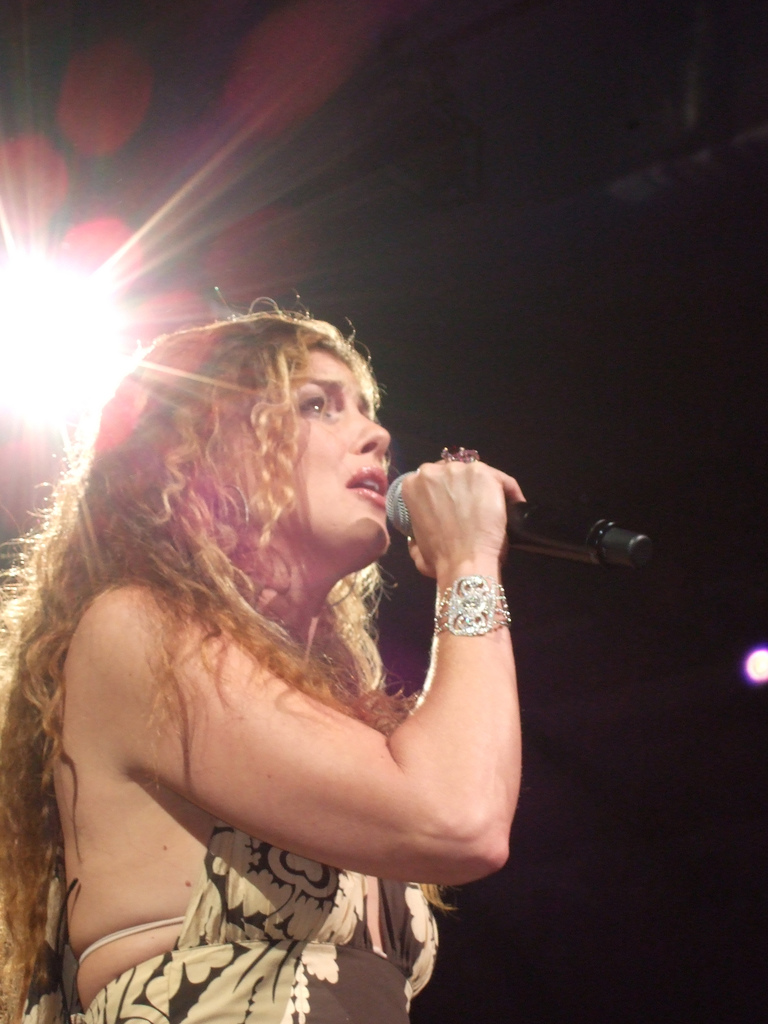
Победительница 2001 года Фэйт Хилл

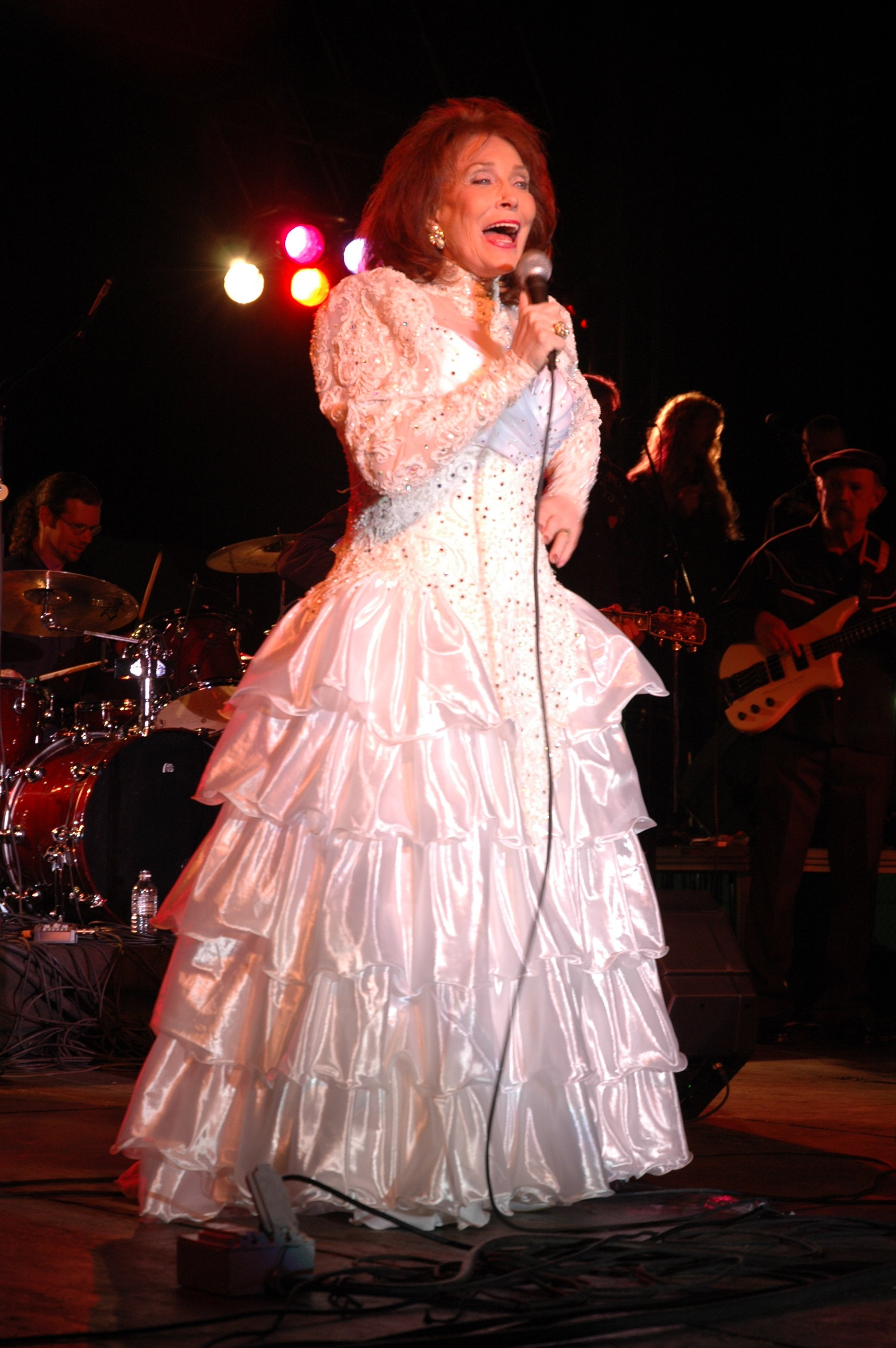
Лоретта Линн (2005)

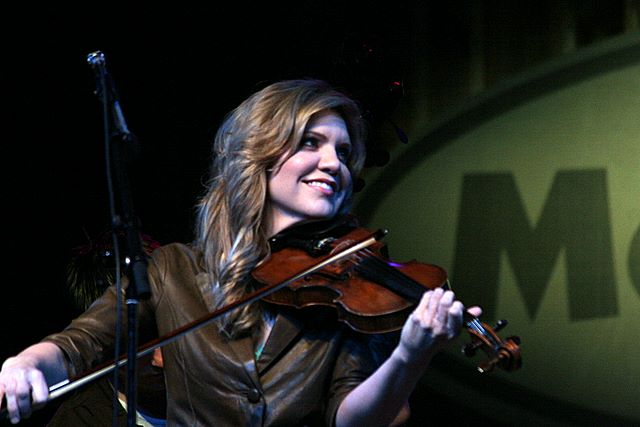
Элисон Краусс (2006)

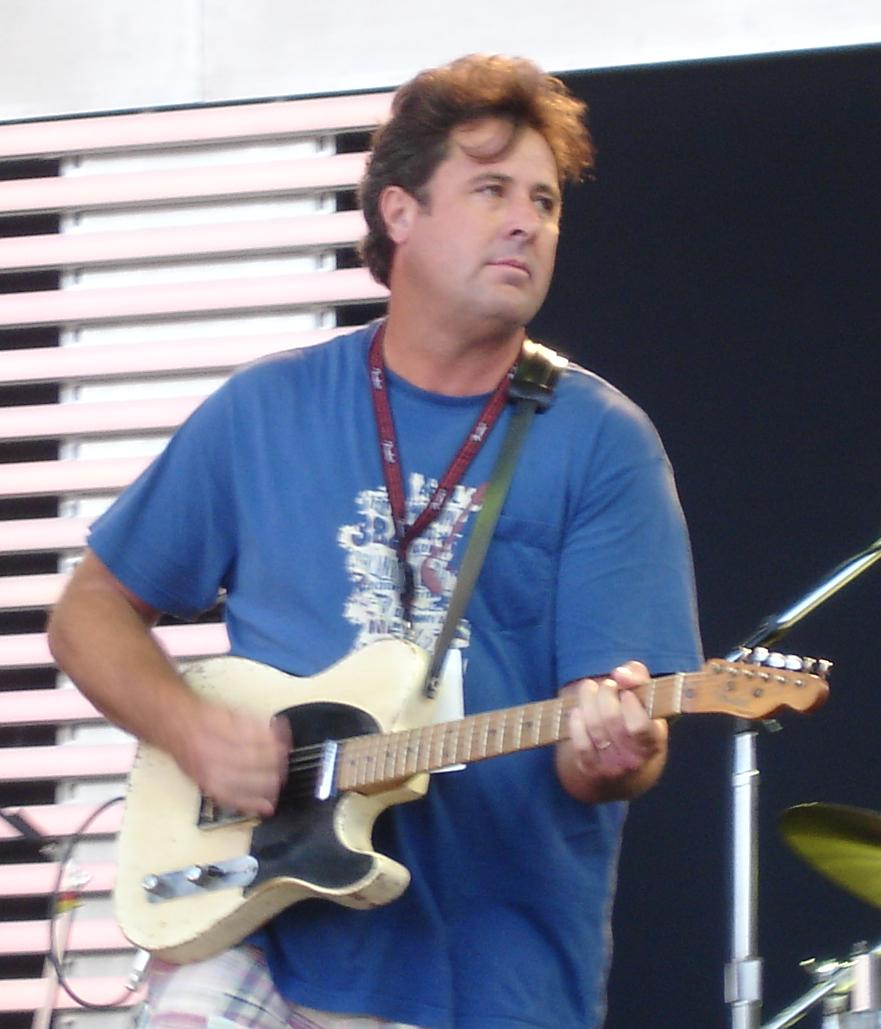
Винс Гилл (2008)

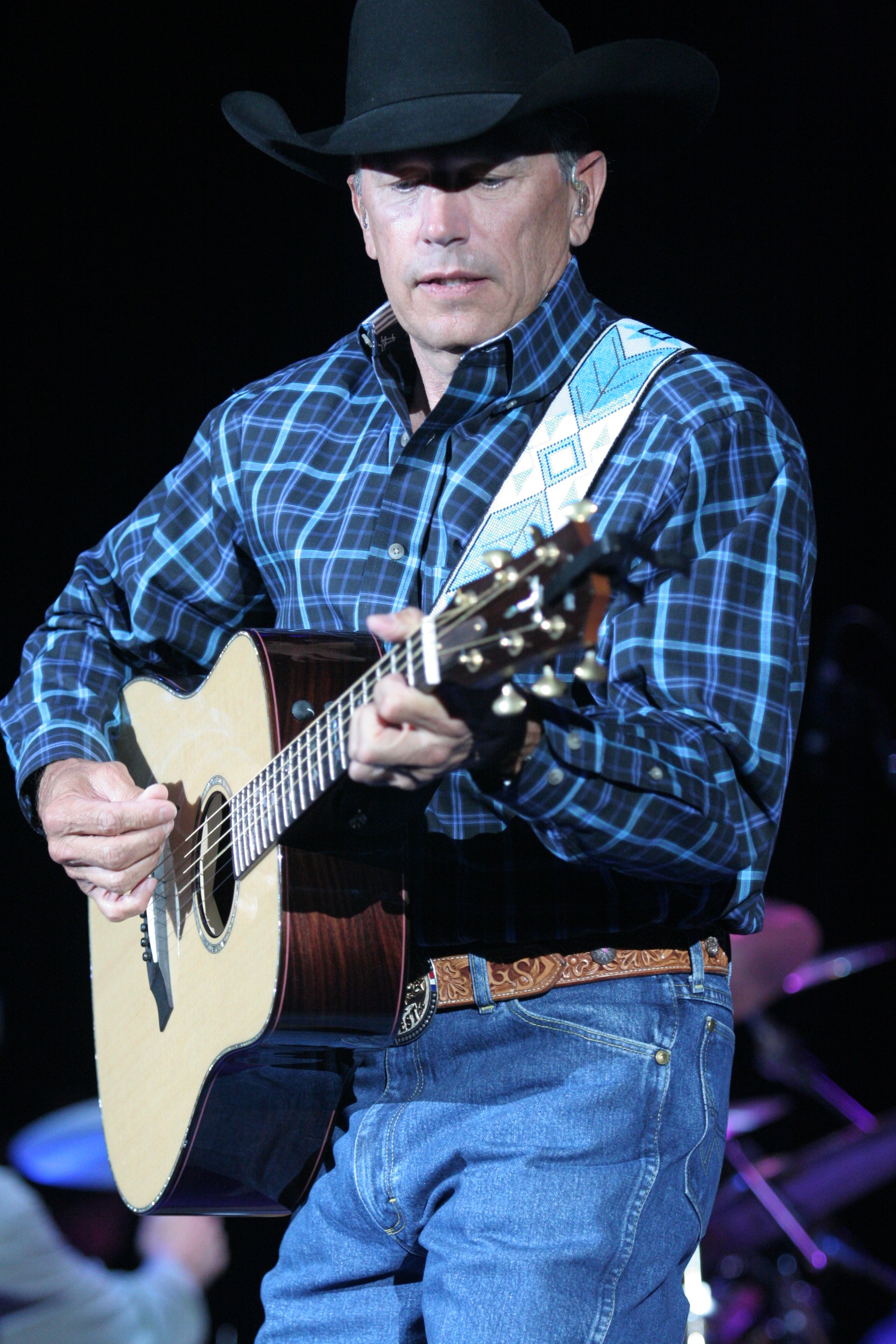
Победитель 2009 года Джордж Стрейт

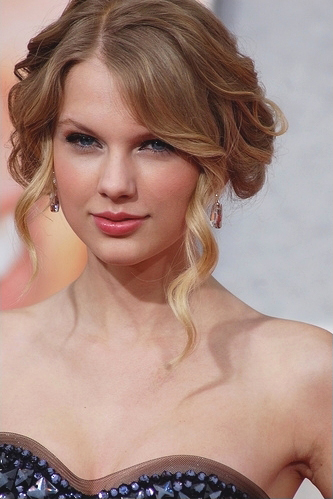
Кантри-певица Тейлор Свифт в 2010 году также получила премию в престижной категории «Альбом года»

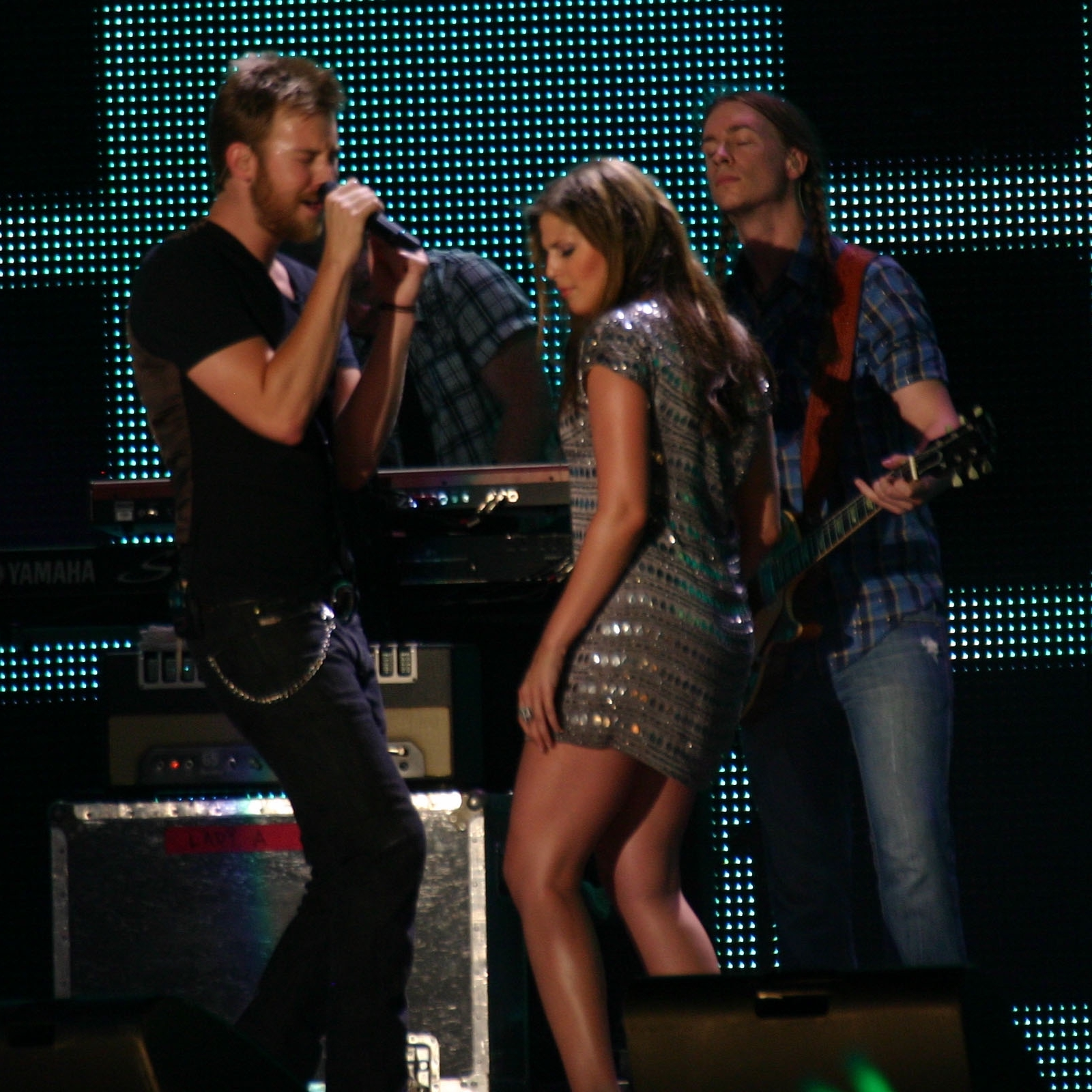
Группа Lady Antebellum побеждала в 2011 и 2012 годах

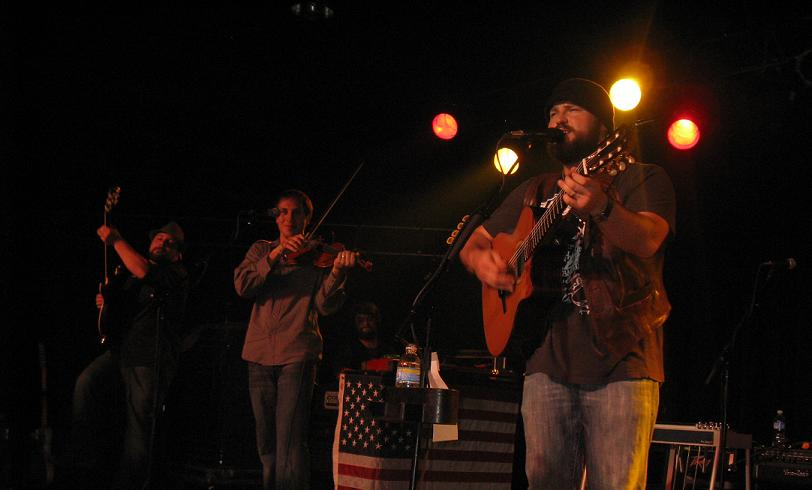
Zac Brown Band победили в 2013 году

Впервые премия «Грэмми» за лучший кантри-альбом была вручена в середине 60-х годов, когда категория называлась Best Country & Western Album. Первым награждённым стал Роджер Миллер. Затем наступил долгий перерыв. В 1995 году премия в этой категории была восстановлена под современным названием Best Country Album. Номинируемыми являются «альбомы вокальной или инструментальной кантри-музыки, содержащие не менее 51 % новых песен (записей)».
Рекордсменом в этой категории является американская женская кантри-группа Dixie Chicks, которая 4 раза получала почётные награды за лучший альбом. По 2 награды получили Роджер Миллер (1965, 1966) и группа Lady Antebellum (2011, 2012). В 2007 году женское трио Dixie Chicks смогло получить одновременно с кантри-премией и премию в престижной категории Альбом года. Такой же двойной успех сопутствовал лучшему кантри-альбому 2010 года певицы Тейлор Свифт. В 2013 году близка к такому же «золотому дублю» была и группа Lady Antebellum, имевшая 6 номинаций и выигравшая 5 из них, кроме самой престижной. Почти все победители (кроме канадки Шанайи Твейн) представляют США. Лидером по числу номинаций остаётся певица Триша Йервуд: её 8 раз номинировали на лучший кантри-альбом, но каждый раз безуспешно.
| Год  | Победитель                    | Страна | Альбом                                               | Номинанты | Ссылка               |
| ---- | ----------------------------- | ------ | ---------------------------------------------------- | --- | -------------------- |
| 1965 | Роджер Миллер                 | США    | Dang Me/Chug-a-Lug                                   | н/д | [ 8 ]                |
| 1966 | Роджер Миллер                 | США    | The Return of Roger Miller                           | н/д | [ 9 ]                |
| 1995 | Мэри Чапин Карпентер          | США    | Stones in the Road                                   | - Триша Йервуд — The Song Remembers When | [ 10 ]               |
| 1996 | Шанайя Твейн                  | Канада | The Woman in Me                                      | - Дуайт Йокам — Dwight Live | [ 11 ]               |
| 1997 | Лайл Ловетт                   | США    | The Road to Ensenada                                 | - Дуайт Йокам — Gone | [ 12 ]               |
| 1998 | Джонни Кэш                    | США    | Unchained                                            | - Дуайт Йокам — Under The Covers | [ 13 ]               |
| 1999 | Dixie Chicks                  | США    | Wide Open Spaces                                     | - Триша Йервуд — Where Your Road Leads | [ 14 ]               |
| 2000 | Dixie Chicks                  | США    | Fly                                                  | - Asleep at the Wheel — Ride with Bob - Эммилу Харрис, Линда Ронстадт & Долли Партон — Trio II - Джордж Джонс — The Cold Hard Truth - Элисон Краусс — Forget About It                 | [ 15 ]               |
| 2001 | Фэйт Хилл                     | США    | Breathe                                              | - Триша Йервуд — Real Live Woman | [ 16 ]               |
| 2002 | Сборник[I]                    | н/д    | Timeless: Hank Williams Tribute                      | - Триша Йервуд — Inside Out | [ 17 ]               |
| 2003 | Dixie Chicks                  | США    | Home                                                 | - Долли Партон — Halos & Horns | [ 18 ]               |
| 2004 | Сборник[II]                   | н/д    | Livin', Lovin', Losin': Songs of the Louvin Brothers | - Шанайя Твейн — Up! | [ 19 ]               |
| 2005 | Лоретта Линн                  | США    | Van Lear Rose                                        | - Гретхен Уилсон — Here for the Party | [ 20 ]               |
| 2006 | Элисон Краусс и Union Station | США    | Lonely Runs Both Ways                                | - Триша Йервуд — Jasper County | [ 21 ]               |
| 2007 | Dixie Chicks                  | США    | Taking the Long Way                                  | - Джош Тёрнер — Your Man | [ 22 ]               |
| 2008 | Винс Гилл                     | США    | These Days                                           | - Джордж Стрейт — It Just Comes Natural | [ 23 ]               |
| 2009 | Джордж Стрейт                 | США    | Troubadour                                           | - Триша Йервуд — Heaven, Heartache and the Power of Love | [ 24 ]               |
| 2010 | Тейлор Свифт                  | США    | Fearless                                             | - Ли Энн Вумэк — Call Me Crazy | [ 25 ]               |
| 2011 | Lady Antebellum               | США    | Need You Now                                         | - Миранда Ламберт — Revolution | [ 26 ]               |
| 2012 | Lady Antebellum               | США    | Own the Night                                        | - Тейлор Свифт — Speak Now | [ 27 ]               |
| 2013 | Zac Brown Band                | США    | Uncaged                                              | - The Time Jumpers — The Time Jumpers | [ 28 ]               |
| 2014 | Кейси Масгрейвс               | США    | Same Trailer Different Park                          | - Тейлор Свифт — Red | [ 29 ]               |
| 2015 | Миранда Ламберт               | США    | Platinum                                             | - Ли Энн Вумэк — The Way I’m Livin’ | [ 30 ]               |
| 2016 | Крис Стэплтон                 | США    | Traveller                                            | - Кейси Масгрейвс — Pageant Material | [ 31 ] [ 32 ]        |
| 2017 | Стерджил Симпсон              | США    | A Sailor's Guide to Earth                            | - Брэнди Кларк – Big Day in a Small Town - Лоретта Линн – Full Circle - Марен Моррис – Hero - Кит Урбан – Ripcord                                                                     | [ 33 ]               |
| 2018 | Крис Стэплтон                 | США    | From a Room: Volume 1                                | - Кенни Чесни — Cosmic Hallelujah - Lady Antebellum — Heart Break - Little Big Town — The Breaker - Томас Ретт — Life Changes                                                         | [ 34 ] [ 35 ] [ 36 ] |
| 2019 | Кейси Масгрейвс               | США    | Golden Hour                                          | - Келси Баллерини — Unapologetically - Brothers Osborne — Port Saint Joe - Ashley McBryde — Girl Going Nowhere - Крис Стэплтон — From A Room: Volume 2                                | [ 37 ] [ 38 ]        |
| 2020 | Таня Такер                    | США    | While I'm Livin'                                     | - Эрик Чёрч — Desperate Man - Риба Макинтайр — Stronger Than the Truth - Pistol Annies — Interstate Gospel - Томас Ретт — Center Point Road                                           | [ 39 ]               |
| 2021 | Миранда Ламберт               | США    | Wildcard                                             | - Ингрид Эндресс — Lady Like - Брэнди Кларк — Your Life Is a Record - Little Big Town — Nightfall - Эшли Макбрайд — Never Will                                                        | [ 40 ]               |
| 2022 | Крис Стэплтон                 | США    | Starting Over                                        | - Brothers Osborne – Skeletons - Микки Гайтон – Remember Her Name - Миранда Ламберт, Jon Randall & Джек Ингрэм – The Marfa Tapes - Стерджилл Симпсон – The Ballad of Dood and Juanita | [ 41 ]               |
| 2023 | Вилли Нельсон                 | США    | A Beautiful Time                                     | - Growin' Up — Люк Комбс - Palomino — Миранда Ламберт - Ashley McBryde Presents: Lindeville — Эшли Макбрайд - Humble Quest — Марен Моррис                                             | [ 42 ]               |
| 2024 | Лэйни Уилсон                  | США    | Bell Bottom Country                                  | - Rolling Up the Welcome Mat — Келси Баллерини - Brothers Osborne — Brothers Osborne - Zach Bryan — Зак Брайан - Rustin’ in the Rain — Тайлер Чилдерс                                 | [ 43 ]               |
| 2025 | Бейонсе                       | США    | Cowboy Carter                                        | - F-1 Trillion — Post Malone - Deeper Well — Кейси Масгрейвс - Higher — Крис Стэплтон - Whirlwind — Лэйни Уилсон                                                                      | [ 44 ]               |

↑  2002. Награда присуждена Бонни Гарнеру (Bonnie Garner), Люку Льюису (Luke Lewis) и Мэри Мартин (Mary Martin), продюсерам альбома «Timeless: Hank Williams Tribute» (посвященного «отцу кантри-музыки» певцу Хэнку Уильямсу), записанного Бобом Диланом, Джонни Кэшем и другими.

↑  2004. Награда присуждена Карлу Джексону, как продюсеру альбома «Livin', Lovin', Losin' — Songs Of The Louvin Brothers», трибьюта по песням кантри-дуэта The Louvin Brothers.